# Ambassade du Japon aux États-Unis
L'ambassade du Japon aux États-Unis est la représentation diplomatique du Japon auprès des États-Unis. Elle est située au 2520 Massachusetts Avenue à Washington, D.C., la capitale du pays, et son ambassadeur est, depuis 2012, Kenichirō Sasae.

## L'ambassade

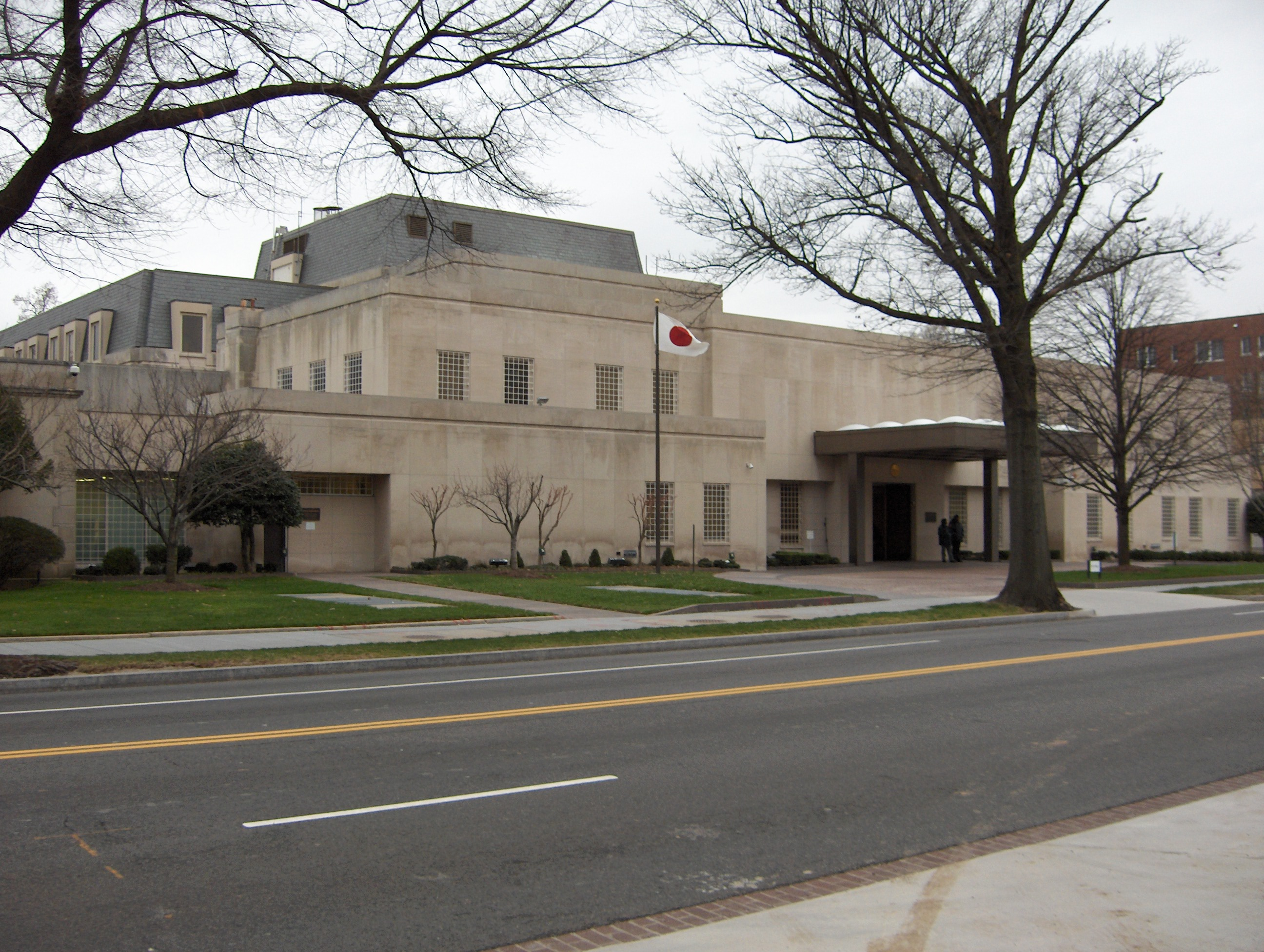
Le bâtiment de la chancellerie de 1986.

Le bâtiment de l'ambassade a été conçu par le cabinet américain d'architectes Delano & Aldrich (William Adams Delano est un lointain parent du président Franklin D. Roosevelt). L'empereur Hirohito aurait personnellement approuvé la conception des plans. La Commission des beaux-arts des États-Unis donne son accord le 16 septembre 1930. Érigé en 1931, l'édifice est de style architectural néo-géorgien, avec quelques éléments d'architecture japonaise.
L'ambassade est composée de la résidence de l'ambassadeur (le bâtiment originel), des deux bâtiments de la chancellerie où travaillent les services de l'ambassade (dont un bâtiment datant de 1986, de style moderniste japonais), d'un salon de thé (avec un jardin de rocaille construit en 1960 dans le style de la  villa impériale de Katsura en souvenir du centenaire de la première légation japonaise aux États-Unis), d'un tennis, d'une salle de sport ainsi que d'autres installations. Il existe plusieurs niveaux souterrains sous les principaux édifices.
Elle a été ajoutée au registre national des lieux historiques (Registre national des lieux historiques) le 20 février 1973.

## Liste des ambassadeurs du Japon aux États-Unis

### Chargé d'affaires
- Mori Arinori : 1870-1872
- Saburō Takagi : 1872-1873
- Jirō Yano : 1873-1874

### Envoyé extraordinaire et ministère plénipotentiaire
- Yoshida Kiyonari : 1874-1882
- Terashima Munenori : 1882-1884
- Kuki Ryūichi : 1884-1888
- Vicomte Mutsu Munemitsu : 1888-1890
- Tatenozō Tsuyoshi : 1891-1894
- Pas de représentation : 1894-1898
- Komura Jutarō : 1898-1900
- Baron Takahira Kogorō : 1900-1906 (première fois)

### Ambassadeur
- Vicomte Aoki Shūzō : 1906-1908
- Baron Takahira Kogorō : 1908-1909 (seconde fois)
- Vicomte Uchida Kosai, 1909-1911[1]
- Vicomte Chinda Sutemi : 1912-1916
- Yoshimaro Satō : 1916-1918
- Vicomte Ishii Kikujirō : 1918-1919
- Baron Kijūrō Shidehara : 1919-1922
- Masanao Hanihara : 1922-1924
- Tsuneo Matsudaira : 1924-1928
- Katsuji Debuchi : 1928-1934
- Hiroshi Saitō : 1934-1939
- Kensuke Horinouchi : 1939-1940.
- Kichisaburō Nomura : 1940-1944 (de facto ; officiellement pas d'ambassadeur : 1941-1945)
- Saburo Kurusu : 1944-1945 (comme envoyé spécial)
- Pas de représentation pendant l'occupation alliée du Japon (1945-1952)
- Eikichi Araki : 1952-1953
- Sadao Iguchi : 1954-1957.
- Koichiro Asakai : 1957-1963.
- Ryuji Takeuchi : 1963-1967.
- Takeso Shimoda : 1967-1970.
- Nobuhiko Ushiba : 1970-1973.
- Takeshi Yasukawa : 1973-1976.
- Fumihiko Togo : 1976-1980.
- Yoshio Okawara : 1980-1985.
- Nobuo Matsunaga : 1985-1989.
- Ryohei Murata : 1989-1992.
- Takakazu Kuriyama : 1992-1995.
- Kunihiko Saito, 1995-1999.
- Shunji Yanai : 1999-2001.
- Ryōzō Katō : 2001-2008.
- Ichirō Fujisaki : 2008-2012.
- Kenichirō Sasae : depuis 2012

## Sources
- (en) Cet article est partiellement ou en totalité issu de l’article de Wikipédia en anglais intitulé « Embassy of Japan in Washington, D.C. » (voir la liste des auteurs).

- (en) Cet article est partiellement ou en totalité issu de l’article de Wikipédia en anglais intitulé « Japanese Ambassador to the United States » (voir la liste des auteurs).